# John Hodge (scénariste)
Pour les articles homonymes, voir John Hodge.
John Hodge, né en 1964 à Glasgow, est un scénariste britannique, surtout connu pour ses collaborations avec Danny Boyle. Il a remporté le BAFTA Award pour le scénario de Trainspotting.

## Biographie
Il étudie la médecine à l'université d'Édimbourg mais, après avoir obtenu son diplôme, il commence à écrire des scénarios après avoir rencontré le producteur Andrew Macdonald au festival international d'Édimbourg en 1991. Sa première pièce de théâtre, Collaborators, remporte en 2012, le Laurence Olivier Award de la meilleure nouvelle pièce.

## Filmographie
Sauf indication contraire, les informations mentionnées dans cette section peuvent être confirmées par la base de données cinématographiques IMDb,  présente dans la section « Liens externes ».
- 1994 : Petits Meurtres entre amis (Shallow Grave) de Danny Boyle
- 1996 : Trainspotting de Danny Boyle
- 1997 : Une vie moins ordinaire (A Life less ordinary) de Danny Boyle
- 2000 : La Plage (The Beach) de Danny Boyle
- 2002 : Le Rideau final (The final Curtain) (TV) de Patrick Harkins
- 2007 : Les Portes du temps (The Seeker: The Dark Is Rising) de David L. Cunningham
- 2012 : The Sweeney de Nick Love
- 2013 : Trance de Danny Boyle
- 2015 : The Program de Stephen Frears
- 2017 : T2 Trainspotting de Danny Boyle

## Distinctions

### Récompenses
- British Academy Film Awards 1996 : meilleur scénario adapté pour Trainspotting[2]
- Evening Standard British Film Awards 1997 : meilleur scénario pour Trainspotting

### Nominations
- Boston Society of Film Critics Awards 1996 : meilleur scénario pour Trainspotting
- Oscars 1997 : meilleur scénario adapté pour Trainspotting
- BAFTA Scotland 1997 : meilleur scénario pour Trainspotting
- Satellite Awards 1997 : meilleur scénario adapté pour Trainspotting